# Seznam dílů seriálu Kiff
Toto je seznam dílů seriálu Kiff.

## Přehled řad
| Řada | Díly | Premiéra v USA  | Premiéra v USA | Premiéra v ČR | Premiéra v ČR |
| Řada | Díly | První díl       | Poslední díl   | První díl     | Poslední díl  |
| ---- | ---- | --------------- | -------------- | ------------- | ------------- |
| 1    | 30   | 10. března 2023 | bude oznámeno  | bude oznámeno | bude oznámeno |

## Seznam dílů

### První řada (2023)
| Č. v seriálu | Č. v řadě | Původní název                                                 | Český název   | Režie                         | Scénář                                                     | Premiéra v USA   | Premiéra v ČR | Prod. kód |
| ------------ | --------- | ------------------------------------------------------------- | ------------- | ----------------------------- | ---------------------------------------------------------- | ---------------- | ------------- | --------- |
| 1            | 12        | Thirst to Be the FirstThe Fourth Bath                         | bude oznámeno | Quinn Scott                   | Drew Applegate & Allison CraigJames Sugrue & Elena Manetta | 10. března 2023  | bude oznámeno | 101       |
| 2            | 34        | Pool PartyRoad Trip                                           | bude oznámeno | Kent OsborneClaytia Gonsalves | Brett MullerJames Sugrue                                   | 10. března 2023  | bude oznámeno | 102       |
| 3            | 56        | Brunch DJCareer Day                                           | bude oznámeno | Kent OsborneKoby Agyeman      | Allyson GonzalezBrett Muller                               | 18. března 2023  | bude oznámeno | 103       |
| 4            | 78        | The Five Pigeons of the AcapellapocalypseLeave a Little Juice | bude oznámeno | Kent OsborneQuinn Scott       | Allyson Gonzalez                                           | 18. března 2023  | bude oznámeno | 104       |
| 5            | 910       | Big Barry on CampusClub Book                                  | bude oznámeno | Claytia Gonsalves             | Taylor Curry & Elena ManettaBrett Muller                   | 25. března 2023  | bude oznámeno | 105       |
| 6            | 1112      | Kiff's MixKiff's on a Plane                                   | bude oznámeno | Quinn Scott                   | Allyson GonzalezThomas Hudson                              | 25. března 2023  | bude oznámeno | 106       |
| 7            | 1314      | FarleyTwo for One Hot Dogs                                    | bude oznámeno | bude oznámeno                 | bude oznámeno                                              | 1. dubna 2023    | bude oznámeno | 107       |
| 8            | 1516      | Halfway There DayBe Still My Harp                             | bude oznámeno | bude oznámeno                 | bude oznámeno                                              | 1. dubna 2023    | bude oznámeno | 108       |
| 9            | 1718      | FriendiversaryTotally Table Town                              | bude oznámeno | bude oznámeno                 | bude oznámeno                                              | 8. dubna 2023    | bude oznámeno | 109       |
| 10           | 1920      | HatLost and Found                                             | bude oznámeno | bude oznámeno                 | bude oznámeno                                              | 15. dubna 2023   | bude oznámeno | 111       |
| 11           | 21        | Principal Dance Socks                                         | bude oznámeno | bude oznámeno                 | bude oznámeno                                              | 23. dubna 2023   | bude oznámeno | 110       |
| 12           | 2223      | Two Truths and a BarryNicknames                               | bude oznámeno | bude oznámeno                 | bude oznámeno                                              | 29. dubna 2023   | bude oznámeno | 112       |
| 13           | 2425      | The Sound Of Helen/Weekly Grocery Shop                        | bude oznámeno | bude oznámeno                 | bude oznámeno                                              | 6. května 2023   | bude oznámeno | 113       |
| 14           | 2627      | Friendship In The Time Of Cheese CavesSoup Opera              | bude oznámeno | bude oznámeno                 | bude oznámeno                                              | 13. května 2023  | bude oznámeno | 114       |
| 15           | 2829      | Mall LeaderFresh Outta Grandmas                               | bude oznámeno | bude oznámeno                 | bude oznámeno                                              | 20. května 2023  | bude oznámeno | 115       |
| 16           | 3031      | Ghost Wolf's ArtMaybe-Sitting                                 | bude oznámeno | bude oznámeno                 | bude oznámeno                                              | 17. června 2023  | bude oznámeno | 116       |
| 17           | 3233      | Everyday I'm Riddlin' RiddlinLife On The Inside               | bude oznámeno | bude oznámeno                 | bude oznámeno                                              | 24. června 2023  | bude oznámeno | 117       |
| 18           | 3435      | Weird DeliveryNo Dad Ideas                                    | bude oznámeno | bude oznámeno                 | bude oznámeno                                              | 1. července 2023 | bude oznámeno | 118       |
| 19           | 3637      | Faculty LoungePersonal Assistant                              | bude oznámeno | bude oznámeno                 | bude oznámeno                                              | 8. července 2023 | bude oznámeno | 119       |